# Paragould
Paragould település az Amerikai Egyesült Államok Arkansas államában, Greene megyében, melynek megyeszékhelye is. Lakosainak száma 29 537 fő (2020. április 1.).

## Népesség
A település népességének változása:

| 2010 | 26 113 |
| 2020 | 29 537 |